# دی‌هیدروپیران
دی‌هیدروپیران (به انگلیسی: Dihydropyran) با فرمول شیمیایی C5H8O یک ترکیب شیمیایی با شناسه پاب‌کم 8080 است. که جرم مولی آن 84.12 می‌باشد. شکل ظاهری این ترکیب، مایع بی‌رنگ است.